# Kommunalwahlen in Brandenburg 2003
Die Kommunalwahlen in Brandenburg 2003 fanden am Sonntag, dem 26. Oktober 2003, statt.
Es wurden die Vertreter für Kreistage, Stadtverordnetenversammlungen der kreisfreien Städte und Gemeindevertretungen beziehungsweise Stadtverordnetenversammlungen der kreisangehörigen Städte und Gemeinden gewählt.
Die Wahl führte zu massiven Verlusten der SPD und deutlichen Gewinnen der CDU. Auffällig war der extreme Rückgang der Wahlbeteiligung.

## Ergebnis
Das amtliche Landesendergebnis der Kommunalwahl lautete:

### Kreistage der Landkreise und Stadtverordnetenversammlungen der kreisfreien Städte
Die Zahl der Wahlberechtigten war 2.111.925, die Wahlbeteiligung betrug 45,83 % (1998=77,89 %).
| Partei                                            | Prozent (1998) |
| ------------------------------------------------- | -------------- |
| Sozialdemokratische Partei Deutschlands (SPD)     | 23,54 (38,97)  |
| Christlich Demokratische Union Deutschlands (CDU) | 27,80 (21,42)  |
| Partei des Demokratischen Sozialismus (PDS)       | 21,31 (21,62)  |
| Deutsche Volksunion (DVU)                         | 1,03 (./.)     |
| Bündnis 90/Die Grünen (B’90/Grüne)                | 4,17 (4,13)    |
| Freie Demokratische Partei (FDP)                  | 6,34 (4,14)    |
| andere Parteien                                   | 15,81 (9,70)   |

### Vertretungen der kreisangehörigen Städte und Gemeinden
Die Zahl der Wahlberechtigten war 1.777.437, die Wahlbeteiligung betrug 46,91 % (1998=78,13 %).
| Partei                                            | Prozent (1998) |
| ------------------------------------------------- | -------------- |
| Sozialdemokratische Partei Deutschlands (SPD)     | 19,77 (30,20)  |
| Christlich Demokratische Union Deutschlands (CDU) | 23,35 (16,71)  |
| Partei des Demokratischen Sozialismus (PDS)       | 16,55 (15,97)  |
| Deutsche Volksunion (DVU)                         | 0,03 (./.)     |
| Bündnis 90/Die Grünen (B’90/Grüne)                | 1,88 (1,54)    |
| Freie Demokratische Partei (FDP)                  | 4,60 (3,44)    |
| andere Parteien                                   | 33,82 (32,14)  |